# Jennifer Tour Chayes

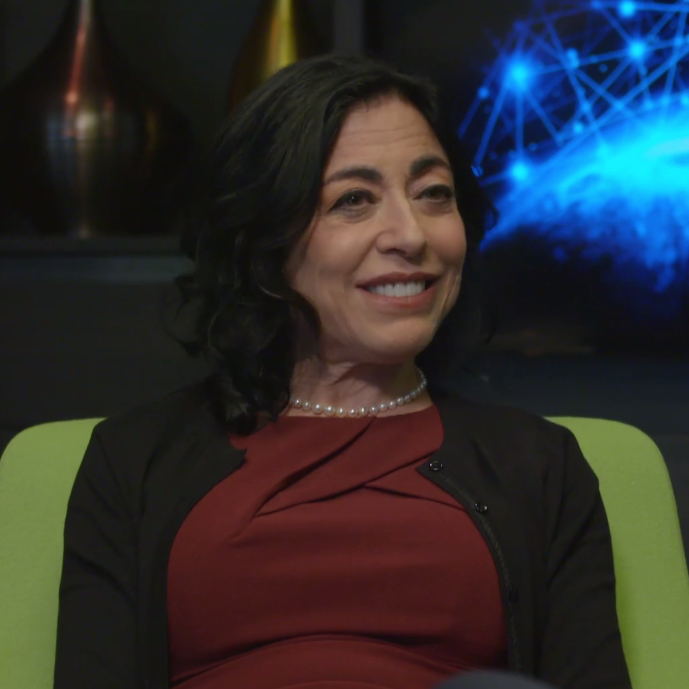
Jennifer Tour Chayes

Jennifer Tour Chayes (* 20. September 1956 in New York City) ist eine US-amerikanische Mathematikerin, Physikerin und Informatikerin. Sie ist geschäftsführende Direktorin und Mitgründerin von Microsoft Research New England (NERD, gegründet 2008) und war auch 2012 Mitgründerin von Microsoft Research New York.
Chayes, deren Eltern aus dem Iran einwanderten, studierte an der Wesleyan University Physik und Biologie mit dem Bachelor-Abschluss 1979 und wurde 1983 an der Princeton University in theoretischer Physik bei Elliott Lieb (und Michael Aizenman) promoviert (The Inverse Problem, Plaquette Percolation and a Generalized Potts Model). Danach war sie mit einem Postdoktoranden-Stipendium der National Science Foundation an der Harvard University und der Cornell University. 1987 wurde sie Professorin für Mathematik an der University of California, Los Angeles (UCLA). Ab 1997 war sie bei Microsoft Research, wo sie mit Christian Borgs Mitgründerin der Theorie-Gruppe war.
Sie befasste sich als theoretische Physikerin mit Phasenübergängen in der statistischen Mechanik und übertrug dies auch auf die Diskrete Mathematik (Kombinatorik) und Informatik (mit Anwendung auf Algorithmen in kombinatorischer Optimierung und Graphen-Algorithmen, Theorie von Netzwerken). Sie ist für Beiträge zur Theorie dynamisch und mit Zufallselementen wachsender Netzwerke bekannt, mit Anwendungen auf das Internet, theoretische Biologie und auf soziale Netzwerke. Chayes gehört zu den Begründern des Konzepts der Graphone in der Theorie dichter Graphen, das vielfach Anwendung fand beim Maschinenlernen mit großen Netzwerken. Sie befasste sich auch mit algorithmischer Spieltheorie (zum Beispiel Algorithmen für Auktionen und Analyse von Geschäftsmodellen für das Internet).
Sie ist an etwa 30 Patenten beteiligt (2016). Sie ist mit Christian Borgs verheiratet und veröffentlichte mit diesem ebenso wie mit ihrem vorherigen Ehemann Lincoln Chayes.
2015 war sie John von Neumann Lecturer. Sie ist Fellow der American Association for the Advancement of Science, der American Academy of Arts and Sciences, der American Mathematical Society (2012), deren Vizepräsident sie war, der Association for Computing Machinery (ACM) und Mitglied der National Academy of Sciences (2019). Sie war Sloan Research Fellow und ist Ehrendoktor der Universität Leiden. Sie erhielt den Teaching Award der UCLA. 2022 wurde sie Ehrenmitglied der London Mathematical Society.